# Valle Nevado
Valle Nevado est une station de sports d'hiver située à 46 kilomètres à l'est de Santiago, la capitale du Chili.

## Histoire
Valle Nevado est une des stations de ski les plus récentes du pays. Elle a été fondée en 1988 par des entrepreneurs français en suivant le principe des stations de ski des Alpes. Elle est située au pied du Cerro El Plomo dans la cordillère andine proche de Santiago.
Cette station de ski, avec plus de 9000 hectares de terrains skiables, est la plus étendue d'Amérique latine et est considérée comme étant la plus moderne du continent. Ces dernières années, les entrepreneurs ont multiplié les pistes et ont créé un snowpark et un half-pipe pour la pratique de ski de style libre, du snowboard, du ski acrobatique et du saut à ski. On peut aussi pratiquer l'héliski.
En 2005, Valle Nevado a accueilli la Coupe Mondiale de snowboard.

## Description
La saison commence traditionnellement en juin et se termine en octobre. La station de ski compte 34 pistes balisées, 4 pour les débutants, 11 pour les intermédiaires, 14 pour les niveaux avancés et 5 pour les experts. L'accès aux pistes se fait par 16 remontées mécaniques installées sur la montagne. Il y a aussi un snowpark pour pratiquer des manœuvres plus radicales.

## Services
Valle Nevado dispose d'une école de ski et de snowboard, d'un service de location de matériel, d'un centre médical, d'une supérette et de divers magasins. Il existe également une grande variété de restaurants et d'hôtels à proximité des pistes.